# ユハ
ユハ（ラテン文字表記 : Yuxa Yilan, Yuha, キリル文字表記 : Юха елан, タタール語 : Юха-кыз, Bashkort: Юха、アゼルバイジャン語 : Yuvxa、トルコ語 : Yuvha）は、シベリアのテュルク系民族の神話に登場する伝説的な生物である。その名前は「蛇の化け物」を意味する。

## 解説
ユハは大蛇で、川や湖といった水気の多い場所に住んでいるとされる。言い伝えによると、百年生きた蛇がユハに変身するという。ユハを退治するには水のない場所で試みるか、あるいはユハが水を飲めないようにすれば死に至らしめることができるという。ユハは美しい若い男や若い女に化けることもでき、人間を誘惑したり、時には人間と結婚することもある。
ユハと関連性の高い伝説的な生物に、中央アジアに伝わるアジュダハ (Ajdaha, Ajdaho) がいる。アジュダハはイラン神話に登場するアジ・ダハー（アジ・ダハーカ）に由来する生物で、四十年から千年といった長い年月を生きたアジュダハがユハに変身する（またはその逆）といった言い伝えもある。